# Беляевское сельское поселение (Волгоградская область)
Беля́евское се́льское поселе́ние — муниципальное образование в составе Старополтавского района Волгоградской области России.
Административный центр — село Беляевка.

## История
Беляевское сельское поселение образовано 17 января 2005 года в соответствии с Законом Волгоградской области № 991-ОД.

## Население
| 2010 | 2012 | 2013 | 2014 | 2015 | 2016 | 2017 |
| ---- | ---- | ---- | ---- | ---- | ---- | ---- |
| 430  | ↘417 | ↘411 | ↘397 | ↘387 | ↘383 | ↘372 |
| 2018 | 2019 | 2020 | 2021 |      |      |      |
| ↘370 | ↘358 | →358 | ↘351 |      |      |      |

## Состав сельского поселения
| № | Населённый пункт | Тип населённого пункта       | Население |
| - | ---------------- | ---------------------------- | --------- |
| 1 | Беляевка         | село, административный центр | ↘351      |